# Shuangjiangkou-Talsperre
Die Shuangjiangkou-Talsperre, auch geschrieben als Shuang Jiang Kou, ist eine in Bau befindliche Talsperre am Dadu He mit einem Felsschüttdamm als Absperrbauwerk in der Provinz Sichuan der Volksrepublik China. Vorbereitende Bauarbeiten begannen 2008. Bis April 2011 sind über 200 Millionen m³ Material aus der Baugrube ausgehoben worden. Die gesamte Bauzeit sollte ursprünglich 10 Jahre dauern.

## Bauwerk
Das Absperrbauwerk wird, wenn es fertiggestellt ist, ein 312 m (im Maximum 314 m über der Gründungssohle) hoher und 648,66 m langer Felsschüttdamm mit einem relativ undurchlässigen Kern sein. Die Breite der Dammkrone ist 16 m, ihre Höhe 2510 m über dem Meeresspiegel. Der Damm wird ein Bauwerksvolumen von 44 Mio. m³ haben. Das Einzugsgebiet ist 39.330 km² groß und der Nutzraum ist 3135 Mio. m³ groß, von dem 2151 Mio m³ steuerbarer Nutzraum sind. Der normale Wasserspiegel wird zwischen 2500 m und 2420 m schwanken. Bei Hochwasser kann er bis auf 2504 m ansteigen. Das abgeschlossene Wasserkraftwerk bekommt vier 500 MW-Francis-Turbinen und elektrische Generatoren für eine gesamte installierte Leistung von 2000 MW. Die garantierte Mindestleistung soll 503 MW betragen. Bei 4064 Stunden Laufzeit pro Jahr können 8128 GWh erzeugt werden.
Das Kraftwerk ist für einen Durchfluss von 1090 m³/s bemessen und die mittlere hydraulische Fallhöhe ist 226,4 m.